# Ипатов, Виктор Иванович
Виктор Иванович Ипатов (15 апреля 1932, Свердловская область — 25 марта 1997, Нижний Тагил, Свердловская область) — сталевар Нижнетагильского металлургического комбината имени В. И. Ленина, Свердловская область.

## Биография
Родился 15 апреля 1932 года. Русский.
В 1951 году окончил ремесленное училище. В том же году пришел работать на Нижнетагильский металлургический комбинат, где прошел путь от подручного сталевара до высококвалифицированного специалиста-сталевара. Достигал высоких показателей в труде, был ударником коммунистического труда.
Указом Президиума Верховного Совета СССР от 29 декабря 1973 года за проявленную трудовую доблесть и достижение выдающихся успехов в выполнении социалистических обязательств, принятых на 1973 год, Ипатову Виктору Ивановичу присвоено звание Героя Социалистического Труда с вручением ордена Ленина и золотой медали «Серп и Молот».
Член КПСС с 1958 года. Избирался депутатом Верховного Совета СССР 8-го созыва, депутатом городского Совета народных депутатов трудящихся, членом партийного комитета комбината, горкома КПСС и Свердловского областного комитета партии, членом советского Комитета защиты мира.
Жил в городе Нижний Тагил. Умер 25 марта 1997 года. Похоронен в Нижнем Тагиле на Центральном кладбище.

## Награды
Награждён орденами Ленина, Октябрьской Революции, медалями. Почетный металлург. Почетный гражданин города Нижний Тагил.